# Saint-Bonnet-près-Orcival
Saint-Bonnet-près-Orcival är en kommun i departementet Puy-de-Dôme i regionen Auvergne-Rhône-Alpes i centrala Frankrike. Kommunen ligger i kantonen Rochefort-Montagne som tillhör arrondissementet Clermont-Ferrand. År 2022 hade Saint-Bonnet-près-Orcival 566 invånare.

## Befolkningsutveckling
Antalet invånare i kommunen Saint-Bonnet-près-Orcival
| Referens: INSEE |